# Acutigebia danai
Acutigebia danai är en kräftdjursart som först beskrevs av Edward John Miers 1876.
Acutigebia danai ingår i släktet Acutigebia och familjen Upogebiidae. Inga underarter finns listade i Catalogue of Life.